# نجوننج
نجوننج (بالإنجليزية: Negunung)‏ الخفاش في أساطير استراليا الذي خلق المرأة الأولى ليحقق التوازن في الطبيعة حيث لم يكن يوجد سوى الرجال.